# Krystyna Kuperberg
Krystyna Kuperberg   (Tarnów, 17 de juliol de 1944) nascuda amb el nom Krystyna M. Trybulec, és una matemàtica polonesa-estatunidenca que actualment treballa com a professora de matemàtiques a la Universitat d'Auburn.

## Biografia
Els seus pares, Jan W. i Barbara H. Trybulec, eren farmacèutics i tenien una farmàcia a Tarnów. El seu germà gran és Andrzej Trybulec. El seu marit Włodzimierz Kuperberg i el seu fill Greg Kuperberg també són matemàtics i la seva germana Anna Kuperberg és fotògrafa.
Després d'assistir a l'escola mitjana a Gdańsk, va entrar a la Universitat de Varsòvia l'any 1962, on va estudiar matemàtiques. El seu primer curs de matemàtiques va ser impartit per Andrzej Mostowski; després va assistir a classes de topologia de Karol Borsuk i es va sentir fascinada per aquesta àrea.
Després d'obtenir el seu títol de grau, Kuperberg va començar els estudis de postgrau a Varsòvia amb Karol Borsuk com a mentora, però ho va deixar en obtenir un grau de màster. Va abandonar Polònia l'any 1969 amb la seva família per viure a Suècia i després es van mudar als Estats Units al 1972. D'aquesta manera, va acabar el doctorat a Filadèlfia. L'any 1974, va obtenir el doctorat a la Universitat de Rice, sota la supervisió de William Jaco. En el mateix any, tant ella com el seu marit van ser nomenats en la Facultat de Ciències de la Universitat d'Auburn.
L'any 1987 va resoldre un problema de Bronisław Knaster sobre la bihomogeneidad de topologia contínua. En la dècada de 1980 es va interessar per punts fixos i aspectes topològics del sistema dinàmic. L'any 1989, Kuperberg i Coke Reed van resoldre un problema plantejat per Stan Ulam en el Llibre Escocès. La solució a aquest problema va sortir en la seva famosa obra de 1993 en la qual va construir un contraexemple a la conjectura de Seifert. Des de llavors ha continuat treballant en sistemes dinàmics.
Les seves conferències principals inclouen una Conferència Plenària de la Societat Americana de Matemàtiques (AMS) al març de 1995, una Conferència Plenària de l'Associació Matemàtica d'Amèrica (MAA) el gener de 1996 i un Congrés Internacional de Matemàtics (ICM) convidada a conferenciar l'any 1998.

## Honors
En 1995, Kuperberg va rebre el Premi Alfred Jurzykowski de la Fundació Kościuszko.
L'any 2012, es va convertir en membre de la Societat Americana de Matemàtiques.

## Algunes publicacions
- K. Kuperberg, A smooth counterexample to the Seifert conjecture, Ann. of Math. (2) 140 (1994) (3): 723–732.

- G. Kuperberg, K. Kuperberg, Generalized counterexamples to the Seifert conjecture, Ann. of Math. (2) 143 (1996) Núm. 3: 547–576.